# 藤沢衛彦
藤沢 衛彦（ふじさわ もりひこ、1885年8月2日 - 1967年5月7日）は、日本の小説家、民俗学者、児童文学研究者。
藤澤の表記もある。

## 略歴
明治18年（1885年）8月2日、東京生（埼玉県、福島県の説もあり）。
1907年明治大学卒業、藤沢 紫浪の筆名で通俗小説などを刊行する。
1914年日本伝説学会を設立し、1917年から『日本伝説叢書』13巻を編纂、1921年より『日本歌謡叢書』を編纂、1926年から1927年まで雑誌『伝説』を刊行。
1922年、日本童話学会を創設。1926年童話作家協会、日本風俗史研究会を設立。
1932年より明治大学に新設された専門部文科で教授に就き、風俗史・伝説学などを講じた。1946年社会科、新聞科専任となり、1958年定年退職。また1946年日本児童文学者協会創立に参画し、57～61年会長。
著書、編纂多数。江戸時代の絵入り童話本や風俗資料の蒐集家としても著名。
主な経歴に日本児童文学者協会会長（1957年12月～1961年4月）、日本風俗史学会理事長など。
つげ義春へのインタビューによると、水木しげるが「妖怪文化」に熱中しはじめるのは、1966年ごろ水木プロでアシスタントをしていたつげが、水木に貸した「藤沢衛彦の民間信仰の研究書」に水木が感激したことがきっかけだという。同インタビューではつげと水木の二人で、当時、藤沢衛彦の経堂の自宅を訪問したこともあったという。

## 著書

### 紫浪名義
- 『少女フラレット 東欧戦記』（統文館） 1912
- 『女公爵ソニヤ 露国間牒』（統文館） 1912
- 『神出鬼没Z組ジゴマ 名探偵ニックカーター』（自省堂） 1912
- 『現代式 男と女の手紙』（自省堂） 1913

### 衛彦名義
- 『閣老 安藤対馬守』（平陽社） 1914
- 『流行唄変遷史』（有隣洞書屋） 1914
- 『流行唄と小唄』（平和出版社） 1916
- 『江戸伝説叢書』1 - 5編（啓文館） 1919
- 『小唄伝説集』（実業之日本社） 1920
- 『動物画噺』（石川千代松共著、丸善） 1921
- 『童話の国 伝説お伽』（成象堂） 1924
- 『日本民謡史』（雄山閣） 1925
- 『日本伝説研究』全2巻（大鐙閣） 1922 - 1925
- 『変態伝説史』（文芸資料研究会） 1926
- 『趣味の旅 伝説をたづねて』（博文館） 1927
- 『明治風俗史』（春陽堂） 1929
- 『明治流行歌史』（春陽堂） 1929
- 『日本伝説研究』第3 - 6巻（六文館） 1931 - 1932
- 『日本民謡研究』（六文館） 1932
- 『鳥の生活と談叢』（啓松堂） 1933
- 『日本艶歌考』（啓松堂） 1933
- 『日本民謡の流』（東明堂） 1934
- 『印度の伝説』（天佑書房） 1942
- 『和氣清麻呂公』（正芽社） 1943
- 『妖術者の群』（南薫書院） 1947
- 『流行歌百年史』（第一出版社） 1951
- 『日本刑罰風俗図史』上・中・下（伊藤晴雨画、粋古堂） 1948 - 1951
- 『日本民族伝説全集』第1 - 9巻・別巻（河出書房） 1955 - 1956
- 『図説 日本民俗学全集』第1 - 8（あかね書房） 1959 - 1961
- 『日本性風俗誌』（雄山閣出版） 1963
- 『こども動物風土記』1 - 5（国土社） 1967

## 翻訳

### 紫浪名義
- 『策ある妻』（アウグスト・ストリンドベルヒ、隆成堂） 1914
- 『千年の罠』（グゥイ・ソーン、啓文館） 1920

### 衛彦名義
- 『少年』（オルコット、平凡社） 1931
- 『支那婚姻史』（陳顧遠、大東出版社） 1940
- 『良人の選択』（ポール・マンテガッツァ、コスモポリタン社） 1949